# Eltham
Eltham è un quartiere di "south London", situato nel borough di Greenwich.
Si trova a 14 km da Charing Cross. L'area è identificata nel London Plan come uno dei 35 centri principali della Greater London.
Al censimento del 2001 contava 87 500 abitanti.
Eltham si è sviluppata lungo la via dei pellegrini (Pilgrims Way), che collega Londra a Maidstone, capoluogo del Kent. La sua importanza strategica gli valse la costruzione dell'Eltham Palace, un palazzo che è la più importante mèta turistica. Esso e i suoi giardini sono aperti al pubblico; è amministrato dalla "English Heritage".
Ad Eltham sono numerosi gli spazi verdi:
- Eltham Park e i suoi boschi
- Avery Hill Park e i suoi giardini d'inverno
- Fairy Hill Park
- Southwood Park

## Storia
Per un millennio Eltham fu una parrocchia del Kent nella diocesi di Rochester. Parte della centena di Blackheath, fu solo con la costituzione del Metropolitan Board of Works che venne coinvolta nelle vicende della capitale, e in questo quadro fu inclusa in un distretto facente capo a Plumstead. Con la riforma amministrativa del 1900 della Contea di Londra, creata undici anni prima, Eltham fu aggregata al borgo metropolitano di Woolwich, che a sua volta nel 1965 trovò la sua attuale collocazione nel borgo londinese di Greenwich.